# Rundfunkempfangsgerät
Der bis Ende 2012 gültige Rundfunkgebührenstaatsvertrag definierte Rundfunkempfangsgeräte als „eine technische Einrichtung, die zur drahtlosen oder drahtgebundenen, nicht zeitversetzten Hör- oder Sichtbarmachung oder Aufzeichnung von Rundfunk-Darbietungen (Hörfunk und Fernsehen) geeignet sind“ (§1, Abs.1, Satz 1 des RGebStV).
Zum 1. Januar 2013 wurde der Rundfunkgebührenstaatsvertrag durch den Rundfunkbeitragsstaatsvertrag ersetzt und somit die rechtliche Definition der Rundfunkempfangsgeräte obsolet.

## Rundfunkempfangsgeräte

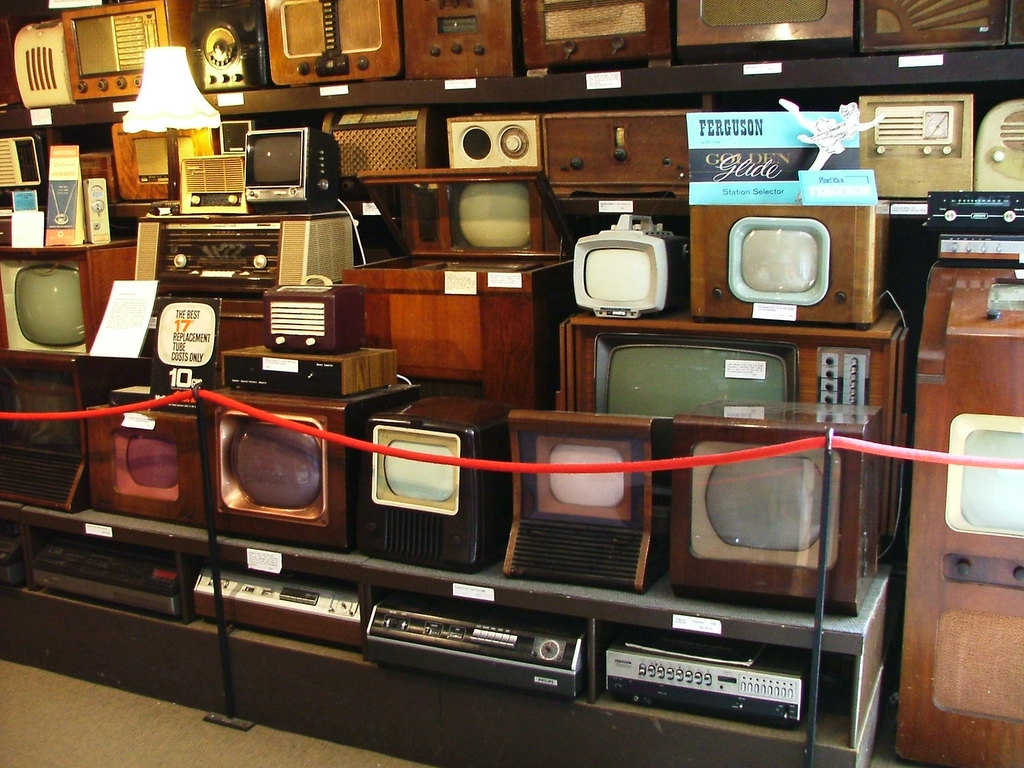
Verschiedene historische Rundfunkempfänger

### Die „klassischen“ Geräte
- Radio
- Fernseher

### Sonstige Geräte
eine Auswahl:
- Videorecorder
- Computer mit TV- oder Radiokarte, auch als USB-Steckmodul
- als „neuartige Rundfunkempfangsgeräte“ (nach dem Rundfunkgebührenstaatsvertrag § 5 (3))
  - Computer, die Rundfunkprogramme über das Internet empfangen können (Internet-PC)
  - Mobiltelefone mit Internetempfang

### Abgrenzung
Keine Rundfunkempfangsgeräte im Sinne des Rundfunkgebührenstaatsvertrags sind
- Beamer und
- Bildschirm (Monitor),

weil sie das Fernsehsignal ohne ein zusätzliches Empfangsgerät nicht sichtbar machen können.

Bei einer Kombination aus DVB-S- oder DVB-T-Empfangsgerät und daran angeschlossenem analogen Fernsehgerät ist der DVB-Empfänger das eigentliche (gebührenpflichtige) Rundfunkempfangsgerät; der Fernseher ist hier nur als Monitor zu sehen.